# Rio Itaim (periodiskt vattendrag)
Rio Itaim är ett periodiskt vattendrag i Brasilien.   Det ligger i delstaten Ceará, i den östra delen av landet, 1 400 km nordost om huvudstaden Brasília.
Omgivningarna runt Rio Itaim är huvudsakligen savann. Runt Rio Itaim är det ganska tätbefolkat, med 83 invånare per kvadratkilometer.